# Турнянска Нова Вес
Турнянска Нова Вес (словац. Turnianska Nová Ves) — село в окрузі Кошиці-околиця Кошицького краю Словаччини. Площа села 6,42 км². Станом на 31 грудня 2016 року в селі проживало 339 жителів.
Розташовані 2 церкви.

## Географія
Протікає річка Дреновець і Нововеський потік.

## Історія
Перші згадки про село датуються 1406 роком.

## Населення
| Рік:            | 1994. | 2004.   | 2014.   | 2024.    |
| --------------- | ----- | ------- | ------- | -------- |
| Кількість осіб: | 374   | 367     | 345     | 291      |
| Різниця:        |       | -1,87 % | -5,99 % | -15,65 % |

| Рік:            | 2023. | 2024.   |
| --------------- | ----- | ------- |
| Кількість осіб: | 299   | 291     |
| Різниця:        |       | -2,67 % |